# Toni Segarra
José Antonio Segarra Alegre, más conocido como Toni Segarra (Barcelona, 15 de mayo de 1962) es un publicista español.

## Biografía
Su interés por el mundo de la publicidad se fraguó mientras trabajaba en la empresa familiar, una imprenta en la que unas revistas alemanas de diseño despertaron su curiosidad por la gráfica. Aunque este supuso su primer paso, fue su hermano Paco quien le dio la oportunidad de crear sus primeros textos en la actual Vinizius Y&R. 
Licenciado en Filología Hispánica, a sus veinticinco años, Segarra aspiraba a desarrollar su faceta como escritor. Así, comenzó a trabajar en diferentes agencias de publicidad  como Vizeversa, donde se codeó con otros profesionales del sector. También trabajó en Contrapunto, situada en Madrid, aunque, con treinta años, acabaría volviendo a la barcelonesa Vizeversa. No obstante, las agencias y empresas que contaron con la presencia del publicitario se sucedieron con los años, entre ellas se encuentran Casadevall o SPR, de cuyo título formaba parte por la letra S de su apellido.
Tras pasar por esta prolongada lista de agencias, en 1995, decidió tomar la iniciativa junto con otros compañeros para formar su propia empresa, SCPF, en la que confiaron grandes marcas, tanto nacionales, como multinacionales. Sin abandonar su pasión por la escritura, en 2009 logró publicar el que es, hasta ahora, su primer libro: Desde el otro lado del escaparate. En él, Segarra plasmó sus pensamientos acerca del oficio del publicista. Continuando su camino, y tras más de dos décadas trabajando en SCPF, en 2017, tomó la decisión de dejar su puesto de trabajo para comenzar un nuevo proyecto conjunto, Alegre Roca, con el que fuera su socio y la letra C del título, Luis Cuesta. La colaboración entre ambos busca seguir construyendo relaciones entre las empresas y los consumidores mediante la búsqueda de nuevos ambientes de trabajo.
Está casado y tiene tres hijas.

## Premios
Fue elegido como el mejor creativo del siglo XX por la revista Anuncios en el 2000. A lo largo de su carrera profesional, ha ganado innumerables premios por su trabajo, algunos de la talla del Festival de Cannes, donde ha logrado llevarse 39 leones. También destacan sus más de cien soles en el Festival de San Sebastián, incluyendo siete Grandes Premios, y el Premio Nacional de Comunicación, por su trayectoria, del Gobierno de Catalunya en 2009. Forbes lo seleccionó como una de las veinticinco personas más influyentes de 2016 en España junto a Amancio Ortega, Rafael del Pino o Florentino Pérez, entre otros.

## Campañas publicitarias
A lo largo de su carrera como publicista, Toni Segarra ha dejado innumerables campañas cuyos eslóganes han quedado en la cultura popular española y han contribuido a convertirle en uno de los profesionales del sector más reconocidos. Entre ellas se encuentran las siguientes:
"Aprende a usar la televisión" (TVE)
En 1989, se elaboró un anuncio con el fin de transmitir la idea de que el ciudadano debe hacer un uso adecuado, pero lo más remarcable de este es el perro que aparece en él, Pippín, quien trata por todos los medios que su joven dueño deje de ver la televisión para centrarse en otras actividades.
"Redecora tu vida" (IKEA)
A la llegada de la multinacional sueca a España, la acompañó una serie de anuncios para televisión en las que diversas personas se dirigen a sus familiares para comunicarles, para su agrado o no, que sus vidas han cambiado.
"Bienvenido a la República Independiente de tu casa" (IKEA)
Una de las campañas más famosas de la marca en España, que trató de transmitir la importancia de tener un hogar propio y fijo.
"¿Te gusta conducir?" (BMW)
Es otro de los eslóganes más conocidos en España, que ponía la guinda a un anuncio en el que un brazo sacado por la ventanilla surca el paisaje. 
"Be water, my friend" (BMW)
El anuncio muestra al famoso Bruce Lee explicando la adaptabilidad del agua. Esto se traslada al coche para concluir con las idea que la carretera, el coche y el conductor "son uno".
"¿A qué huelen las nubes?" (Evax)
"Cuenta naranja" (ING)
"Tu otro banco y cada día el de más gente" (ING)
"El banco de las mejores empresas. Y el tuyo." (Banco Sabadell)